# Потери самолётов США над Северным Вьетнамом (январь—февраль 1967)
В данном списке перечислены американские самолёты, потерянные при выполнении боевых заданий над Северным Вьетнамом в ходе Вьетнамской войны в период с января по февраль 1967 года. Приведены только потери, удовлетворяющие следующим условиям:
- потеря является безвозвратной, то есть самолёт уничтожен или списан из-за полученных повреждений;
- потеря понесена по боевым или небоевым причинам в регионе Юго-Восточной Азии (включая Северный Вьетнам, Южный Вьетнам, Лаос, Камбоджу, Таиланд, Японию, Китай) и связана с боевыми операциями против Северного Вьетнама (Демократической Республики Вьетнам);
- потерянный самолёт состоял на вооружении Военно-воздушных сил, Военно-морских сил, Корпуса морской пехоты или Армии Соединённых Штатов Америки;
- потеря произошла в период между 1 января и 28 февраля 1967 года.

Список составлен на основе открытых источников. Приведённая в нём информация может быть неполной или неточной, а также может не соответствовать официальным данным министерств обороны США и СРВ. Тем не менее, в нём перечислены почти все самолёты, члены экипажей которых погибли или попали в плен. Неполнота связана в основном с теми самолётами, члены экипажей которых были эвакуированы поисково-спасательными службами США, а также с самолётами, потерянными вне пределов Северного Вьетнама (в этом случае не всегда возможно определить, была ли потеря связана с операциями именно против этой страны).
Список не затрагивает потери американской авиации, понесённые в операциях против целей на территории Южного Вьетнама, Лаоса и Камбоджи. Список составлялся без использования данных монографии Кристофера Хобсона «Vietnam Air Losses».

## Краткая характеристика периода
В январе—феврале 1967 года американская авиация продолжала бомбардировки Северного Вьетнама в рамках операции Rolling Thunder. Возросшая активность северовьетнамской истребительной авиации вынудила командование ВВС США провести 2 января операцию Bolo, в ходе которой было сбито пять (по американским данным — семь) истребителей МиГ-21. После этого ВВС ДРВ на два месяца практически прекратили боевую деятельность. С 8 по 12 февраля продолжалась очередная пауза в налётах в связи с вьетнамским праздником Тет. Обмен письмами между Джонсоном и Хо Ши Мином оказался безрезультатным, и бомбардировки возобновились.

## Потери

### Январь
- 4 января 1967 — F-4B «Фантом» II (номер 152974, 154-я истребительная эскадрилья ВМС США). Сбит огнём ручного стрелкового оружия, упал в Тонкинский залив. Оба члена экипажа спасены.
- 4 января 1967 — A-4C «Скайхок» (номер 150584, 22-я штурмовая эскадрилья ВМС США). Сбит зенитным огнём, упал в Тонкинский залив. Пилот спасён.
- 5 января 1967 — A-4E «Скайхок» (номер 151136, 192-я штурмовая эскадрилья ВМС США). Потерян из-за отказа двигателя над провинцией Тханьхоа. Пилот попал в плен.
- 6 января 1967 — F-8E «Крусейдер» (191-я истребительная эскадрилья ВМС США). Сбит над провинцией Нге-Ан. Пилот попал в плен.
- 13 января 1967 — A-4E «Скайхок» (номер 151158, 23-я штурмовая эскадрилья ВМС США). Сбит зенитным огнём. Пилот попал в плен.
- 15 января 1967 — A-4E «Скайхок» (номер 151168, 23-я штурмовая эскадрилья ВМС США). Подбит зенитным огнём юго-западнее Ван-Йен, упал в Тонкинский залив. Пилот погиб при катапультировании.
- 16 января 1967 — RF-4C «Фантом» II (11-я тактическая разведывательная эскадрилья ВВС США). Сбит ЗРК в районе Вьет-Три. Один член экипажа попал в плен, другой погиб.
- 16 января 1967 — RF-4C «Фантом» II (11-я тактическая разведывательная эскадрилья ВВС США). Сбит северо-восточнее Ханоя. Оба члена экипажа попали в плен.
- 17 января 1967 — RF-4C «Фантом» II (сер. номер 65-0888, 11-я тактическая разведывательная эскадрилья ВВС США). Сбит над провинцией Тханьхоа, вероятно, ЗРК. Оба члена экипажа погибли.
- 19 января 1967 — A-6A «Интрудер» (номер 151590, 85-я штурмовая эскадрилья ВМС США). Сбит зенитным огнём севернее Тханьхоа. Один член экипажа попал в плен, другой погиб при катапультировании.
- 19 января 1967 — F-4C «Фантом» II (390-я тактическая истребительная эскадрилья ВВС США). Сбит ЗРК в районе Кеп. Оба члена экипажа попали в плен.
- 20—21 января 1967 (ночь) — A-4C «Скайхок» (номер 145144, 112-я штурмовая эскадрилья ВМС США). Столкнулся с землёй по неизвестной причине. Пилот погиб.
- 21 января 1967 — F-4C «Фантом» II (480-я тактическая истребительная эскадрилья ВВС США). Сбит зенитным огнём в районе Кеп. Оба члена экипажа попали в плен.
- 21 января 1967 — F-105D «Тандерчиф» (сер. номер 62-4239, 354-я тактическая истребительная эскадрилья ВВС США). Сбит ЗРК в районе Тэйнгуен. Пилот погиб.
- 21 января 1967 — F-105D «Тандерчиф» (сер. номер 58-1156, 421-я тактическая истребительная эскадрилья ВВС США). Подбит зенитным огнём в районе Кеп, упал в Тонкинский залив. Пилот спасён.
- 23 января 1967 — F-4C «Фантом» II (сер. номер 64-0773, 497-я тактическая истребительная эскадрилья ВВС США). Сбит ЗРК. Оба члена экипажа попали в плен.
- 27 января 1967 — F-4C «Фантом» II (ВВС США). Сбит, упал в Тонкинский залив. Оба члена экипажа спасены.
- 29 января 1967 — F-105F «Уайлд Уизл» II (сер. номер 62-4420, 354-я тактическая истребительная эскадрилья ВВС США). Потерян над провинцией Туйен-Куанг, вероятно, по небоевой причине. Оба члена экипажа считаются умершими в плену.

### Февраль
- 4 февраля 1967 — EB-66C «Дестройер» (сер. номер 55-0387, 41-я тактическая разведывательная эскадрилья ВВС США). Сбит ЗРК над провинцией Бак-Тай. Из состава экипажа 3 человека попали в плен и 3 погибли.
- 4 февраля 1967 — F-4B «Фантом» II (номер 153007, 213-я истребительная эскадрилья ВМС США). Потерян по неизвестным причинам во время ночного вылета над Тонкинским заливом. Оба члена экипажа погибли.
- 8 февраля 1967 — RF-101C «Вуду» (сер. номер 56-0203, 45-я тактическая разведывательная эскадрилья ВВС США). Сбит зенитным огнём. Пилот спасён.
- 12 февраля 1967 — RA-5C «Виджилент» (номер 161623, 7-я тяжёлая разведывательная эскадрилья ВМС США). Сбит зенитным огнём. Оба члена экипажа спасены.
- 14 февраля 1967 — A-1H «Скайрейдер» (115-я штурмовая эскадрилья ВМС США). Упал в Тонкинский залив из-за отказа двигателя. Пилот погиб.
- 18 февраля 1967 — F-105F «Уайлд Уизл» II (сер. номер 63-8262, 13-я тактическая истребительная эскадрилья ВВС США). Сбит ЗРК. Оба члена экипажа попали в плен.
- 20 февраля 1967 — F-4B «Фантом» II (номер 150413, 96-я истребительная эскадрилья ВМС США). Сбит ЗРК или зенитным огнём южнее Тханьхоа. Один из членов экипажа попал в плен, другой погиб.

## Общая статистика
По состоянию на 20 марта 2025 года в списке перечислены следующие потери:
| Самолёты            | #  |
| A-1                 | 1  |
| A-4                 | 5  |
| A-6                 | 1  |
| B-66                | 1  |
| F-4                 | 10 |
| F-8                 | 1  |
| F-105               | 4  |
| RA-5C               | 1  |
| RF-101C             | 1  |
| Итого: 25 самолётов |    |

Эти данные не являются полными и могут меняться по мере дополнения списка.